# 比斯特列齊
比斯特列齊（烏克蘭語：Бистрець），是烏克蘭的堿鎮，位於該國西部外喀爾巴阡州，由韋爾霍維納區負責管轄，處於比斯特列齊河畔，始建於1893年，面積11平方公里，2001年人口350。